# Мило Дожић
Мило Дожић (Колашин, 1869 − 1919) био је црногорски политичар. Обављао је функцију министра и предсједника Народне скупштине.
У Колашину је завршио основну школу. Гимназију је завршио у Сремским Карловцима, а Правни факултет 1896. године у Београду.
Погинуо је у атентату 1919. године.